# 関口哲平
関口 哲平（せきぐち てっぺい、1949年7月 - 2005年12月12日）は、日本の選挙プロデューサー、作家。神奈川県横須賀市出身。栄光学園高校卒、早稲田大学政治経済学部卒。

## 経歴
出光興産退社後、代議士の私設秘書となる。アントニオ猪木・野末陳平・大前研一・舛添要一・竹中平蔵などの選挙プロデューサーを歴任。
1997年からはテレビの構成作家としても活動を開始する。
2001年、自らの実体験も交えた選挙の内幕を描いた小説「選挙参謀」を上梓し、小説家デビューする。進行性の大腸癌と診断され、2002年3月に手術を受け、約1年間の休養の後、「愛犬マックス 誘拐DOGNAP」にて復帰する。癌からの生還のエッセイを著したが、その後、癌が胃に転移し、闘病の後、2005年に逝去した。

## 構成に携わった番組
- 地球に好奇心
- 灯り物語（ナレーション構成、ナレーター：高樹沙耶、公式サイト）

## 著作リスト
- 選挙参謀（2001年4月、角川書店、ISBN 4-04-873287-0）
  - 2004年9月、徳間文庫、ISBN 4-19-892122-9
  - 2009年7月、角川文庫、ISBN 978-4-04-394305-0
- ハート・ビート（2001年12月、角川書店、ISBN 4-04-873346-X）
- 愛犬マックス 誘拐DOGNAP（2003年7月、徳間書店、ISBN 4-19-861707-4）
- しあわせになろうよ 余命宣告6カ月を克服した私のがんサバイバル50の方法（2005年6月、徳間書店、ISBN 4-19-862025-3）